# 大所ジャンクション
大所ジャンクション（テソジャンクション）は忠清北道陰城郡にある統営-大田・中部高速道路（35号線）と平沢-堤川高速道路（40号線）を結ぶジャンクションである。

## 接続している路線

### ソウル・統営方面
- 統営-大田・中部高速道路（33番）

### 平沢方面
- 平沢-堤川高速道路（7番）

## 隣
統営-大田・中部高速道路
大所IC - 大所JCT - 鎮川IC
平沢-堤川高速道路
南安城IC - 北鎮川IC - 大所JCT